# 소방관창

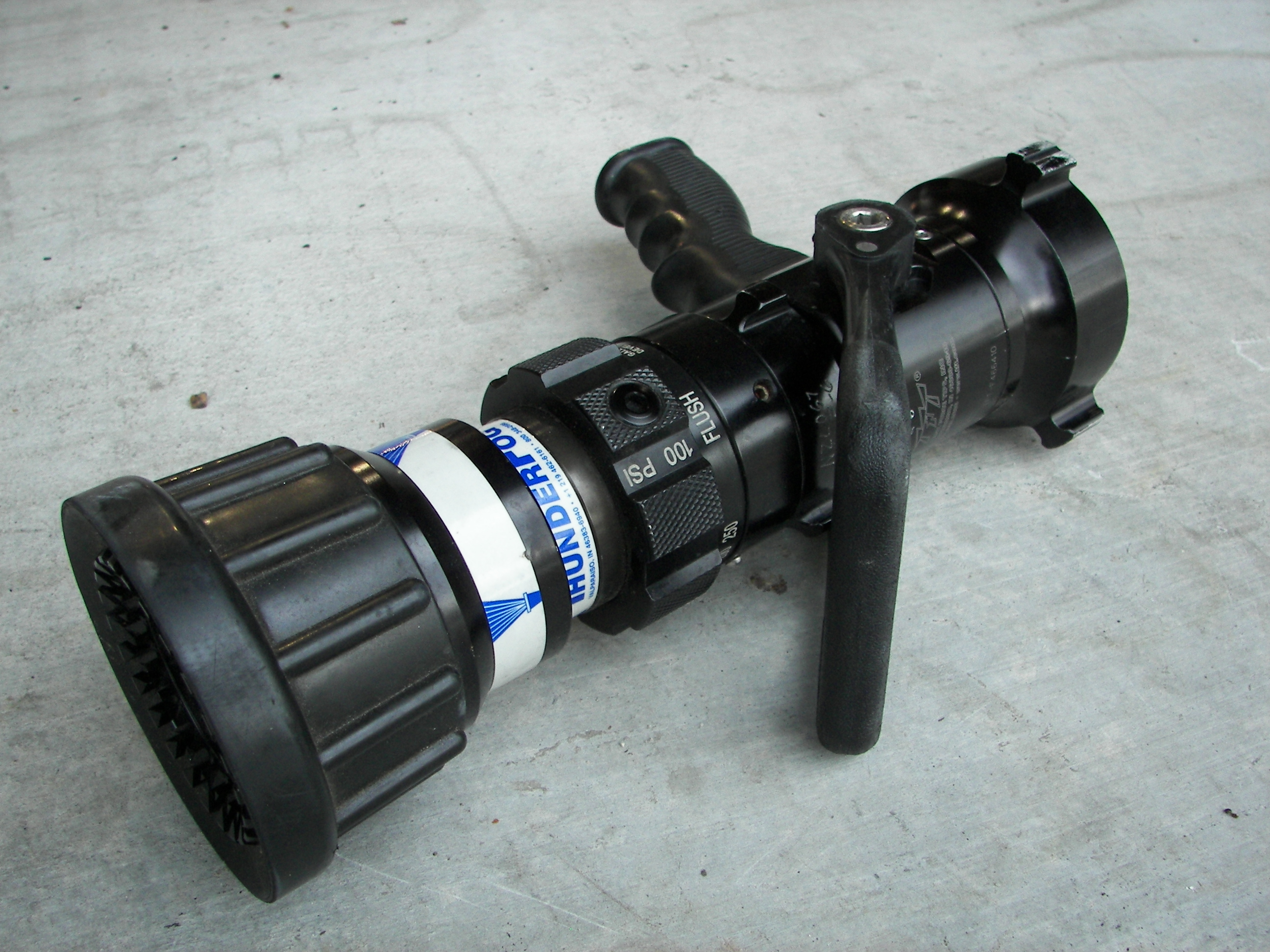
소방관창 중 하나인 피스톨관창

소방관창은 소방호스(수관)에 연결하여 화재를 진압하는 데 사용하는 기구이다. 물의 분사를 만든 다음, 화점을 겨냥하여 사용한다. 수관이 꼬여 화재의 진압을 방해하는 것을 방지하는 효과도 있다.

## 참고 문헌
- 소화용 기재:브리태니커 비주얼사전